# Valentina Cușnir
Valentina Cușnir (n. 14 octombrie 1954, Pîrjota, raionul Rîșcani, Republica Moldova) este un deputat moldovean în Parlamentul Republicii Moldova, ales în Legislatura 2005-2009 pe listele Partidului Popular Creștin Democrat.